# Guido Van Calster
Guido Van Calster (Scherpenheuvel, Scherpenheuvel-Zichem, 6 de febrer de 1956) és un ciclista belga, ja retirat, que fou professional entre 1978 i 1989.
Els seus majors èxits com a professional els aconseguí a la Volta a Espanya de 1984, on guanyà dues etapes i la classificació de la regularitat. També guanyà diverses etapes en curses com la Volta a Suïssa, el Critèrium del Dauphiné Libéré o la Volta al País Basc.
Una vegada retirat va passar a exercir la direcció de l'equip TVM fins a la seva dissolució, el 2000.

## Palmarès
- 1976
  - Vencedor d'una etapa del Tour de Namur
  - Vencedor d'una etapa de la Volta a Xile
- 1977
  - Vencedor de 4 etapes del Tour de l'Avenir
- 1978
  - 1r a l'Omloop van Oost-Vlaanderen
  - Vencedor d'una etapa del Tour del Mediterrani
- 1980
  - Vencedor d'una etapa del Critèrium del Dauphiné Libéré
- 1981
  - Vencedor d'una etapa de la Volta al País Basc
  - Vencedor d'una etapa de la Volta a Bèlgica
- 1982
  - 1r a la Druivenkoers Overijse
  - Vencedor de 2 etapes de la Volta a Suïssa
- 1984
  - Vencedor de 2 etapes de la Volta a Espanya i 1r de la classificació de la regularitat 
  - Vencedor d'una etapa de la Volta a Andalusia
- 1987
  - Vencedor d'una etapa de la Volta a Aragó

### Resultats al Tour de França
- 1979. 58è de la classificació general
- 1980. 39è de la classificació general
- 1981. Abandona (17a etapa)
- 1986. 72è de la classificació general
- 1987. 31è de la classificació general
- 1988. Abandona (11a etapa)

### Resultats a la Volta a Espanya
- 1980. 6è de la classificació general
- 1983. 35è de la classificació general
- 1984. 25è de la classificació general. Vencedor de 2 etapes.  1r de la classificació de la regularitat
- 1986. 47è de la classificació general
- 1987. 33è de la classificació general
- 1988. 50è de la classificació general

### Resultats al Giro d'Itàlia
- 1982. 51è de la classificació general
- 1983. 70è de la classificació general
- 1984. Abandona
- 1985. 53è de la classificació general